# Gesamtnutzungsdauer
Die Gesamtnutzungsdauer bezeichnet die Anzahl der Jahre, in denen eine bauliche Anlage bei ordnungsgemäßer Bewirtschaftung und Instandhaltung typischerweise wirtschaftlich genutzt werden kann. Sie beginnt mit der Fertigstellung des Bauwerks und endet mit dem Zeitpunkt, zu dem die Nutzung aus wirtschaftlichen Gründen nicht mehr sinnvoll ist – unabhängig davon, ob das Objekt technisch noch nutzbar wäre.
Die Gesamtnutzungsdauer ist insbesondere im deutschen Bewertungsrecht von Bedeutung, etwa bei der Anwendung des Ertragswertverfahrens nach der Immobilienwertermittlungsverordnung (ImmoWertV). Die Restnutzungsdauer ergibt sich aus der Differenz zwischen der Gesamtnutzungsdauer und dem aktuellen Alter der baulichen Anlage.
Rechtlich gelten in Deutschland die Vorschriften des Bewertungsgesetzes (BewG):
(1) Die allgemeinen Bewertungsvorschriften (§§ 2 bis 16) gelten für alle öffentlich-rechtlichen Abgaben, die durch Bundesrecht geregelt sind, soweit sie durch Bundesfinanzbehörden oder durch Landesfinanzbehörden verwaltet werden.
Außerdem gilt diesbezüglich die „Richtlinie zur Ermittlung des Sachwerts (Sachwertrichtlinie – SW-RL)“:
(1) Das Sachwertverfahren ist in den §§ 21 bis 23 ImmoWertV geregelt. Ergänzend sind die allgemeinen Verfahrensgrundsätze (§§ 1 bis 8 ImmoWertV) heranzuziehen, um den Verkehrswert des Wertermittlungsobjekts zu ermitteln. Das Sachwertverfahren kann in der Verkehrswertermittlung dann zur Anwendung kommen, wenn im gewöhnlichen Geschäftsverkehr (marktüblich) der Sachwert und nicht die Erzielung von Erträgen für die Preisbildung ausschlaggebend ist, insbesondere bei selbstgenutzten Ein- und Zweifamilienhäusern. Das Sachwertverfahren kann auch zur Überprüfung anderer Verfahrensergebnisse in Betracht kommen. (Vergleichswertverfahren)
Besondere Bedeutung hat das Ertragswertverfahren nach dem Bewertungsgesetz und damit die Restnutzungsdauer bei der Wertermittlung von Rendite-Immobilien bei Zwangsversteigerungen oder Enteignungen, wo es bindend ist.

§ 13 BewG regelt dabei den Kapitalwert von wiederkehrenden Nutzungen und Leistungen, die §§ 185 und 190 BewG die jeweilig anzusetzende Gesamtnutzungsdauer. Die Restnutzungsdauer ergibt sich aus der Differenz zwischen der Gesamtnutzungsdauer und dem Alter der Immobilie. Bei selbst genutzten Immobilien, z. B. Einfamilienhäusern, kommt in der Regel nur das Sachwertverfahren ohne Berücksichtigung einer Nutzungsdauer zur Anwendung.

## Typische Gesamtnutzungsdauern
Nach Anlage 22 zum Bewertungsgesetz (BewG) sind für verschiedene Gebäudearten standardisierte Gesamtnutzungsdauern festgelegt. Diese Richtwerte wurden zum 1. Januar 2023 angepasst und gelten unter anderem für steuerliche Zwecke wie die Grundsteuerbewertung. Die Gesamtnutzungsdauer variiert je nach Gebäudetyp und reicht bei Wohngebäuden in der Regel von 80 Jahren für freistehende Einfamilienhäuser bis zu 60 Jahren für Mehrfamilienhäuser mit einfacher Ausstattung.
Liste der anzusetzenden wirtschaftlichen Gesamtnutzungsdauer nach BewG (Stand: 16. Dezember 2022):
| Gebäudeart                               | Gesamtnutzungsdauer |
| ---------------------------------------- | ------------------- |
| Ein- und Zweifamilienhäuser              | 80 Jahre            |
| Mietwohngrundstücke                      | 80 Jahre            |
| Wohnungseigentum                         | 80 Jahre            |
| Gemischt genutzte Grundstücke            | 80 Jahre            |
| Bankgebäude                              | 60 Jahre            |
| Verwaltungsgebäude                       | 60 Jahre            |
| Hochschulen (Universitäten)              | 50 Jahre            |
| Kindergärten (Kindertagesstätten)        | 50 Jahre            |
| Schulen                                  | 50 Jahre            |
| Wohnheime (Alten-, Personalwohnheime)    | 50 Jahre            |
| Kaufhäuser, Warenhäuser                  | 50 Jahre            |
| Saalbauten (Veranstaltungszentren)       | 40 Jahre            |
| Kur- und Heilbäder                       | 40 Jahre            |
| Hotels                                   | 40 Jahre            |
| Sporthallen (Turnhallen)                 | 40 Jahre            |
| Krankenhäuser                            | 40 Jahre            |
| Vereinsheime (Jugendheime, Tagesstätten) | 40 Jahre            |
| Parkhäuser, Parkpaletten, Tiefgaragen    | 40 Jahre            |
| Hallenbäder                              | 40 Jahre            |
| Industriegebäude, Werkstätten            | 40 Jahre            |
| Lagergebäude                             | 40 Jahre            |
| Tennishallen                             | 40 Jahre            |
| Großmärkte                               | 30 Jahre            |
| Reitsporthallen                          | 30 Jahre            |

## Abgrenzung zur technischen Nutzungsdauer / Lebenszyklus von Gebäuden
Die Gesamtnutzungsdauer ist von der technischen Nutzungsdauer zu unterscheiden. Während sich die Gesamtnutzungsdauer auf die wirtschaftlich sinnvolle Nutzung bezieht, beschreibt die technische Nutzungsdauer den Zeitraum, in dem ein Gebäude oder Bauteil rein funktional und technisch nutzbar ist.
In der Praxis endet die wirtschaftliche Nutzung oft früher als die technische, etwa aufgrund geänderter Marktbedingungen, Modernisierungsbedarf oder mangelnder Nachfrage.